# Liste der Stolpersteine in Frankfurt-Griesheim
Die Liste der Stolpersteine in Frankfurt am Main führt die vom Künstler Gunter Demnig verlegten Stolpersteine in Frankfurt am Main auf. Die Initiative Stolpersteine in Frankfurt am Main e. V. hat seit November 2003 die Verlegung von ca. 2000 Stolpersteinen, mindestens fünf Kopfsteinen und mindestens vier Stolperschwellen veranlasst. Die Initiative wird von der Stadt Frankfurt sowie von zahlreichen Institutionen, darunter das Jüdische Museum und das Institut für Stadtgeschichte unterstützt.
Die Steine erinnern an Menschen, die während der Zeit des Nationalsozialismus verfolgt, verhaftet, gequält, entrechtet, zur Flucht oder zum Suizid getrieben oder ermordet wurden. An ihrem letzten frei gewählten Wohnort in Frankfurt erinnern die Steine an alle Opfer des Nationalsozialismus: an Juden, Sinti und Roma, politisch Verfolgte, Zeugen Jehovas, Homosexuelle und Zwangsarbeiter, an als „asozial“ gebrandmarkte Menschen und an die Opfer der sogenannten „Euthanasie“-Morde an Kranken und Behinderten.
Im Oktober 2018 verlegte Gunter Demnig in Frankfurt den europaweit siebzigtausendsten Stein.
Die Stadtteile sind nach der Liste der Stadtteile von Frankfurt am Main angelegt. In den nicht gelisteten Stadtteilen liegen bislang keine Stolpersteine.
Über die hinter den Namen der Opfer liegenden Links lässt sich die zugehörige Biographie auf der Homepage der Stadt Frankfurt aufrufen.

## Liste
| Adresse                  | Name                  | Verfolgungsschicksal | Verlegedatum  | Bild                                              | Anmerkung |
| ------------------------ | --------------------- | --- | ------------- | ------------------------------------------------- | --------- |
| Auf dem Schafberg 8 ·    | Heinrich Schmidt      | Heinrich Schmidt geb. 13.3.1909 Im Widerstand / KPD Flucht 1935 Frankreich Verhaftet 1940 "Hochverrat" 1943 Strafbataillon 999 Zuchthaus Wehlheiden ermordet 13.3.1944 Kassel | 23. Okt. 2020 | Stolperstein Auf dem Schafberg 8 Schmidt Heinrich |           |
| Fabriciusstraße 11 ·     | Elisabeth Mayer       | Elisabeth Mayer geb. 25.5.1882 Zeugen Jehovas Haft: 12.12.1936 Frankfurt, 4.8.1937 KZ Moringen, 21.2.1938 KZ Lichtenburg, Mai 1939 KZ Ravensbrück befreit 28.4.1945           | 22. Juni 2019 | Stolperstein für Elisabeth Mayer                  |           |
| Mainzer Landstraße 606 · | Adolf Krämer          | Adolf Krämer geb. Blamm geb. 27.7.1900 Zeugen Jehovas befreit | 20. Mai 2016  | Stolperstein für Adolf Krämer                     |           |
| Untere Rützelstraße 1 ·  | Salomon Baum          | Salomon Baum geb. 19.7.1875 deportiert? Lodz ermordet 16.04.1942 | 10. Juli 2014 | Stolperstein für Salomon Baum                     |           |
| Untere Rützelstraße 1 ·  | Clara Baum            | Clara Baum 23.3.1884 deportiert? Chełmno ermordet | 10. Juli 2014 | Stolperstein für Clara Baum                       |           |
| Untere Rützelstraße 1 ·  | Käthe Baum            | Käthe Baum geb. 7.5.1927 deportiert? Lodz ermordet | 10. Juli 2014 | Stolperstein für Käthe Baum                       |           |
| Linkstraße 6 ·           | Josef Simon Rosenblum | Josef Simon Rosenblum geb. 16.3.1901 deportiert? Mauthausen ermordet 05.11.1940                                                                                               | 10. Juli 2014 | Stolperstein für Josef Simon Rosenblum            |           |
| Fabriciusstraße 11 ·     | Balthasar Mayer       | Balthasar Mayer geb. 7.4.1878 deportiert 1936 F-Preungesheim, Buchenwald 1943 Dachau ermordet 22.1.1945                                                                       | 22. Sep. 2013 | Stolpersteine Fabriciusstrasse 11                 |           |